# 구리시의 향토유적
구리시의 향토유적은 다음 각호에 해당하는 것을 말한다.
1. 문화재보호법 및 건조물법에 의거 문화재 및 건조물로 지정되지 아니한 것으로서 향토의 역사, 예술상 가치가 있는 것과 이에 준하는 참고자료
2. 향토문화재로서 보존가치가 있을 것으로 기대되는 유적
3. 향토문화, 토속, 풍속을 연구하는데 필요한 자료

## 지정 목록
2019년 7월말 현재 없습니다.

## 참고 문헌
- 구리시 홈페이지 - 고시/공고
- 구리시 전자시보